# 圣巴斯弟盎 (雷尼, 奥克兰)
《圣巴斯弟盎》是圭多·雷尼 描绘 圣巴斯弟盎的布面油画之一，绘制于1625 年。这幅画曾汉密尔顿公爵的私人收藏，现藏于新西兰奥克兰美术馆。 
雷尼曾多次画过同一主题。这幅画中的姿势模仿了米开朗基罗的《叛逆的奴隶》。
雷尼在 1620 年至 1639 年期间绘制了相似的副本，现藏于伦敦的达利奇美术馆，颜色略有不同，而且尺寸较大，为 1.7 x 1.31 m。